# 三仓河
三仓河，位于中華人民共和國江苏省东台市南部，旧称安丰河，20世纪50年代改今名，曾是安丰盐场的运盐河。今三仓河在东台市西南部安丰镇以东接通榆河，向东流经南沈灶镇、三仓镇，最后于弶港镇北入黄海。全长49公里，流域面积380平方公里。